# Mistrzostwa Świata w Zapasach 1958
Mistrzostwa Świata w Zapasach 1958 odbyły się w Budapeszcie (Węgry).

## Styl klasyczny
| Konkurencja: | Złoto            | Srebro            | Brąz                  |
| ------------ | ---------------- | ----------------- | --------------------- |
| -52 kg       | Boris Guriewicz  | Sándor Kerekes    | Borivoje Vukov        |
| -57 kg       | Oleg Karawajew   | Yaşar Yılmaz      | Lothar Fischer        |
| -62 kg       | Imre Polyák      | Müzahir Sille     | Władimir Staszkiewicz |
| -67 kg       | Rıza Doğan       | Wiktor Wasin      | Gyula Tóth            |
| -73 kg       | Kazım Ayvaz      | Grigorij Gamarnik | Valeriu Bularca       |
| -79 kg       | Giwi Kartozia    | Horst Heß         | Lothar Metz           |
| -87 kg       | Rostom Abaszidze | György Gurics     | Rune Jansson          |
| +87 kg       | Iwan Bohdan      | Lutwi Achmedow    | Hamit Kaplan          |

## Tabela medalowa
| Lp. | Państwo    | Złoto | Srebro | Brąz |
| --- | ---------- | ----- | ------ | ---- |
| 1   | ZSRR       | 5     | 2      | 1    |
| 2   | Turcja     | 2     | 2      | 1    |
| 3   | Węgry      | 1     | 2      | 1    |
| 4   | Bułgaria   | 0     | 1      | 0    |
|     | RFN        | 0     | 1      | 0    |
| 6   | NRD        | 0     | 0      | 2    |
| 7   | Rumunia    | 0     | 0      | 1    |
|     | Szwecja    | 0     | 0      | 1    |
|     | Jugosławia | 0     | 0      | 1    |